# Johannes Lamparter
Johannes Lamparter (Hall in Tirol, 8 novembre 2001) è un combinatista nordico austriaco.

## Biografia
Originario di Rum e attivo in gare FIS dal gennaio del 2016, Lamparter in Coppa del Mondo ha esordito il 22 dicembre 2018 a Ramsau am Dachstein (31º) e ha colto il primo podio il 27 novembre 2020 a Kuusamo (2º); ai Mondiali di Oberstdorf 2021, sua prima presenza iridata, ha vinto la medaglia d'oro nel trampolino lungo e nella sprint a squadre dal trampolino lungo, quella di bronzo nella gara a squadre dal trampolino normale e si è classificato 7º nel trampolino normale. L'8 gennaio 2022 ha conquistato in Val di Fiemme la prima vittoria in Coppa del Mondo e ai successivi XXIV Giochi olimpici invernali di Pechino 2022, suo esordio olimpico, si è piazzato 4º nel trampolino normale, 6º nel trampolino lungo e 4º nella gara a squadre; ai Mondiali di Planica 2023 ha vinto la medaglia di bronzo nel trampolino lungo, nella gara a squadre e nella gara a squadre mista ed è stato 11º nel trampolino normale. Nella stagione 2022-2023 si è aggiudicato la Coppa del Mondo generale; ai Mondiali di Trondheim 2025 ha vinto la medaglia d'argento nella a gara a squadre, quella di bronzo nella gara a squadre mista e si è classificato 5º nel trampolino normale e 7º nel trampolino lungo.

## Palmarès

### Mondiali
- 8 medaglie:
  - 2 ori (trampolino lungo, sprint a squadre dal trampolino lungo a Oberstdorf 2021)
  - 1 argento (gara a squadre a Trondheim 2025)
  - 5 bronzi (gara a squadre dal trampolino normale a Oberstdorf 2021; trampolino lungo, gara a squadre, gara a squadre mista a Planica 2023; gara a squadre mista a Trondheim 2025)

### Mondiali juniores
- 7 medaglie:
  - 4 ori (gara a squadre a Kandersteg/Goms 2018; individuale 10 km a Lahti 2019; gara a squadre a Oberwiesenthal 2020; individuale  a Lahti/Vuokatti 2021)
  - 2 argenti (individuale 5 km a Lahti 2019; individuale 10 km a Oberwiesenthal 2020)
  - 1 bronzo (gara a squadre a Lahti 2019)

### Coppa del Mondo
- Vincitore della Coppa del Mondo nel 2023
- 53 podi (50 individuali, 3 a squadre):
  - 17 vittorie (individuali)
  - 26 secondi posti (23 individuali, 3 a squadre)
  - 10 terzi posti (individuali)

#### Coppa del Mondo - vittorie
| Data             | Località                | Nazione   | Trampolino                  | Spec.         |
| ---------------- | ----------------------- | --------- | --------------------------- | ------------- |
| 8 gennaio 2022   | Val di Fiemme           | Italia    | Giuseppe Dal Ben HS104      | IN NH/10 km   |
| 15 gennaio 2022  | Klingenthal             | Germania  | Vogtland Arena HS140        | IN LH/10 km   |
| 16 gennaio 2022  | Klingenthal             | Germania  | Vogtland Arena HS140        | IN LH/10 km   |
| 7 gennaio 2023   | Otepää                  | Estonia   | Tehvandi HS97               | MS NH/10 km   |
| 22 gennaio 2023  | Klingenthal             | Germania  | Vogtland Arena HS140        | MS LH/10 km   |
| 22 gennaio 2023  | Klingenthal             | Germania  | Vogtland Arena HS140        | IN LH/10 km   |
| 28 gennaio 2023  | Seefeld in Tirol        | Austria   | Toni Seelos HS109           | IN NH/10 km   |
| 29 gennaio 2023  | Seefeld in Tirol        | Austria   | Toni Seelos HS109           | IN NH/12,5 km |
| 4 febbraio 2023  | Oberstdorf              | Germania  | Schattenberg HS106          | IN NH/10 km   |
| 12 febbraio 2023 | Schonach im Schwarzwald | Germania  | Langenwaldschanze HS100     | IN NH/10 km   |
| 15 dicembre 2023 | Ramsau am Dachstein     | Austria   | W90-Mattensprunganlage HS98 | MS NH/10 km   |
| 16 dicembre 2023 | Ramsau am Dachstein     | Austria   | W90-Mattensprunganlage HS98 | IC NH/7,5 km  |
| 3 marzo 2024     | Lahti                   | Finlandia | Salpausselkä HS130          | IN LH/10 km   |
| 17 marzo 2024    | Trondheim               | Norvegia  | Granåsen HS138              | IN LH/10 km   |
| 19 gennaio 2025  | Schonach im Schwarzwald | Germania  | Langenwaldschanze HS100     | IC NH/7,5 km  |
| 21 marzo 2025    | Lahti                   | Finlandia | Salpausselkä HS130          | IN LH/10 km   |
| 22 marzo 2025    | Lahti                   | Finlandia | Salpausselkä HS130          | IN LH/10 km   |

Legenda:

IN = individuale Gundersen

IC = individuale compact

MS = partenza in linea

NH = trampolino normale

LH = trampolino lungo